# Cevelcea, Orjîțea
Cevelcea (în ucraineană Чевельча) este o comună în raionul Orjîțea, regiunea Poltava, Ucraina, formată numai din satul de reședință.

## Demografie
Componența lingvistică a comunei Cevelcea
     Ucraineană (97,61%)
     Rusă (2,15%)
     Alte limbi (0,12%)
Conform recensământului din 2001, majoritatea populației comunei Cevelcea era vorbitoare de ucraineană (97,61%), existând în minoritate și vorbitori de rusă (2,15%).